# Sebastian Lechner

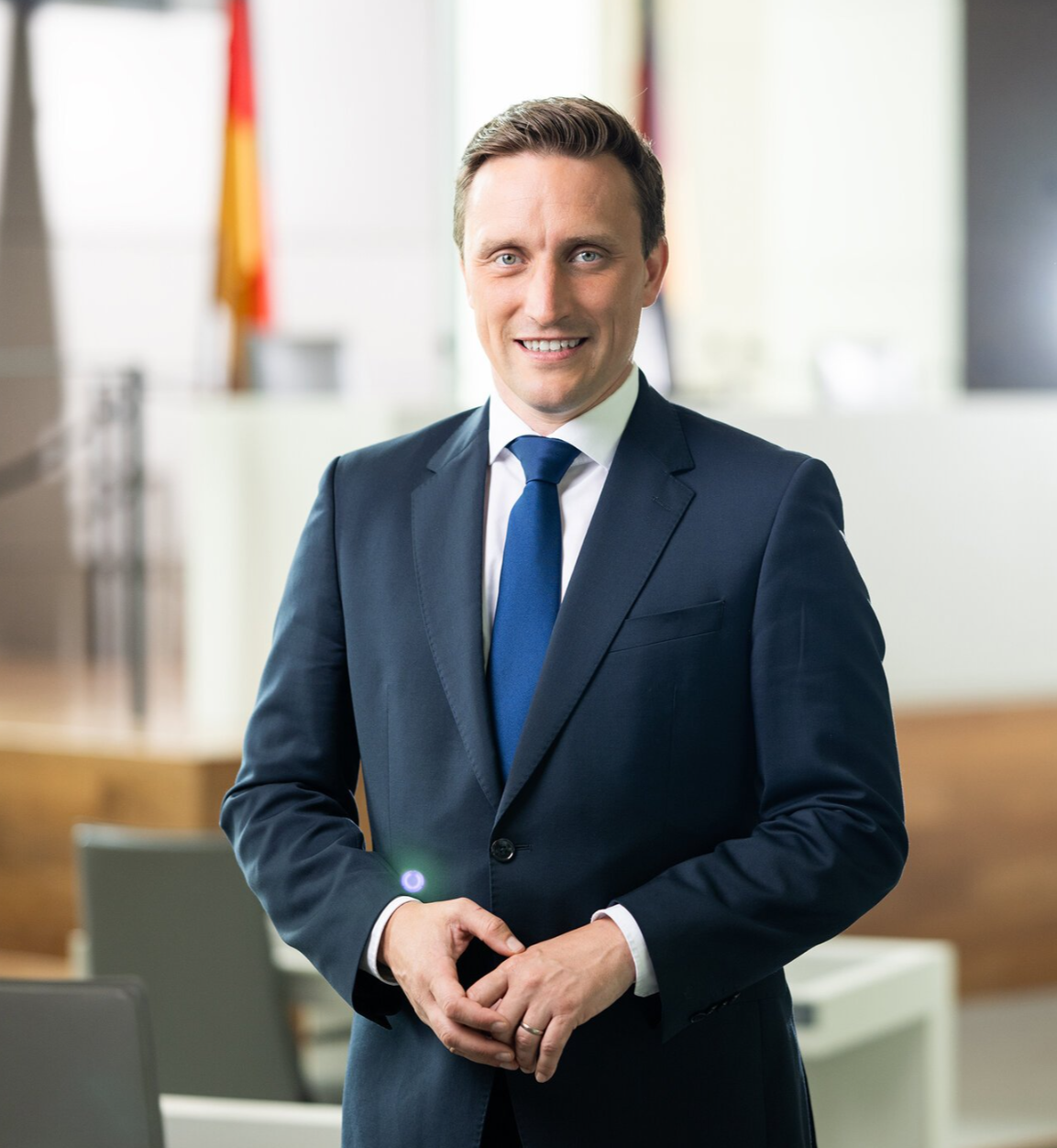
Sebastian Lechner im Niedersächsischen Landtag 2024

Sebastian Lechner (* 21. November 1980 in Hannover) ist ein deutscher Politiker (CDU). Er ist seit dem 19. Februar 2013 Mitglied des Niedersächsischen Landtags. Seit Oktober 2022 ist er Vorsitzender der CDU-Landtagsfraktion und seit Januar 2023 Landesvorsitzender der CDU in Niedersachsen.

## Privates
Lechner ist evangelisch, mit Wiebke Lechner verheiratet und Vater zweier Söhne und einer Tochter. Er lebt in der Stadt Neustadt am Rübenberge in der Region Hannover.

## Ausbildung und Beruf
Nach dem Abitur am Albert-Schweitzer-Gymnasium in Leonberg 2000 studierte Lechner Rechts- und Wirtschaftswissenschaften in Hohenheim, Hannover, Tübingen und Göttingen. 2007 legte er an der Universität Göttingen sein Diplom als Volkswirt ab. Anschließend war er bis 2009 als Wissenschaftlicher Mitarbeiter von Kilian Bizer am Lehrstuhl für Mittelstandspolitik und Wirtschaftsforschung der Universität Göttingen tätig, insbesondere im Forschungsbereich der Gesetzesfolgenabschätzung.
Im Jahr 2010 arbeitete er für die NBank in Hannover und war von 2011 bis 2012 als Vorstandsassistent beim Hamburger Bankhaus Marcard, Stein & Co angestellt. Von 2011 bis 2013 war er zudem Mitglied des Nationalen Normenkontrollrats der deutschen Bundesregierung, wo er sich insbesondere mit dem Thema E-Government befasste. Von Januar 2013 bis Juli 2018 war er Geschäftsführer der Samova GmbH & Co. KG in Hamburg.

## Politik

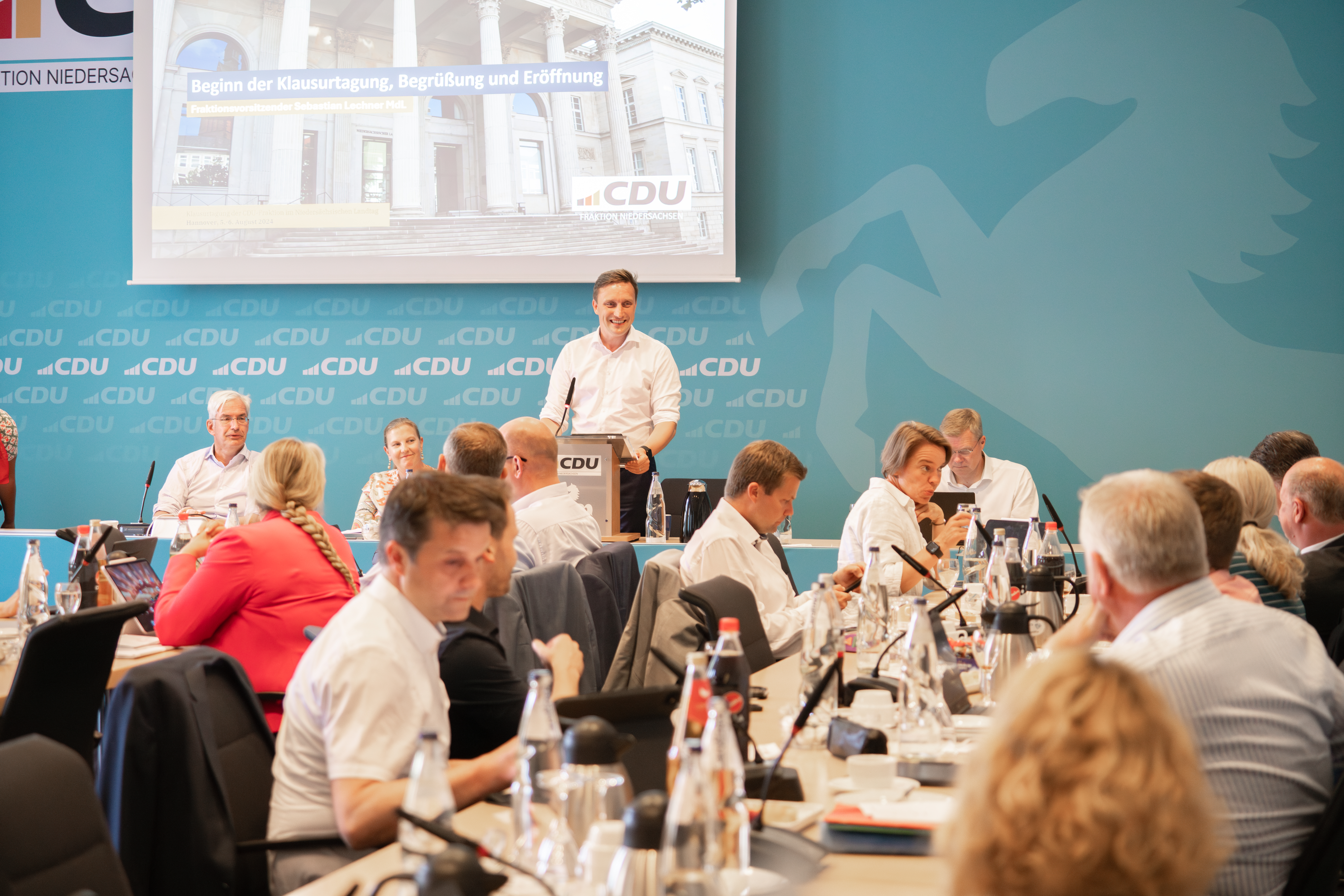
Lechner leitet eine Sitzung der CDU-Landtagsfraktion (2024)

Lechner trat 2001 in die CDU ein und ist seitdem auch Mitglied der Jungen Union (JU). Von 2008 bis 2014 war er Vorsitzender der Jungen Union in Niedersachsen. Von 2010 bis 2014 war er auch Vorsitzender des CDU Stadtverbands Neustadt am Rübenberge. 2014 bis 2023 war er Schatzmeister des CDU-Kreisverbandes Hannover-Land. Seit 2011 ist er Mitglied des Rates der Stadt Neustadt am Rübenberge.
Von 2006 bis 2011 war Sebastian Lechner Mitglied der Regionsversammlung Hannover. Bei der Kommunalwahl im Jahr 2011 wurde er in den Neustädter Stadtrat gewählt und war dort bis 2024 Vorsitzender der CDU-Fraktion.
Bei der Bundestagswahl 2009 trat er für die CDU im Wahlkreis Hannover-Land I an, unterlag jedoch der SPD-Kandidatin Caren Marks.
Seit 2013 gehört Sebastian Lechner dem Niedersächsischen Landtag an. Den Wahlkreis Neustadt/Wunstorf, den er 2013 gegen Mustafa Erkan (SPD) gewonnen hatte, verlor er zwar 2017 an Wiebke Osigus (SPD); jedoch zog er über die Landesliste wieder in das Parlament ein. Von 2013 bis 2017 war Lechner Mitglied des Haushaltsausschusses und des Petitionsausschusses des Landtages. 2017 wurde er zum Sprecher seiner Fraktion für Inneres und Sport gewählt.
Von Februar 2021 bis Januar 2023 war er Generalsekretär der CDU in Niedersachsen. Er hatte dieses Amt bereits zuvor kommissarisch inne. Nach der Landtagswahl 2022, bei der Lechner wiederum über die Landesliste ins Parlament gewählt wurde, wurde er als Nachfolger von Dirk Toepffer zum Vorsitzenden der CDU-Fraktion im Niedersächsischen Landtag gewählt. Lechner kündigte daraufhin an, auch für den Landesvorsitz der CDU Niedersachsen zu kandidieren. Am 2. November 2022 nominierte der CDU-Bezirk Hannover Sebastian Lechner einstimmig als Nachfolger von Bernd Althusmann. Am 21. Januar 2023 wurde er mit 88,5 Prozent ohne Gegenkandidat zum Landesvorsitzenden gewählt. Der CDU-Bundesparteitag am 6. Mai 2024 wählte Lechner in das CDU-Präsidium.
Am 22. Oktober 2024 bestätigte ihn die niedersächsische CDU-Landtagsfraktion mit 93,5 % im Amt des Fraktionsvorsitzenden. Lechner erklärte wiederholt, für die Nachfolge von Stephan Weil im Amt des niedersächsischen Ministerpräsidenten bereitzustehen, wenn seine Partei ihn damit für die Landtagswahl 2027 beauftragt. Lechner gilt als gut vernetzt in der CDU, insbesondere mit CDU-Landesvorsitzenden wie Hendrik Wüst, Boris Rhein, Manuel Hagel oder Daniel Günther. 2024 begrüßte er die Kanzlerkandidatur von Friedrich Merz und kommentierte, dieser sei „der richtige Mann zur richtigen Zeit für Deutschland und Niedersachsen“.

## Positionen

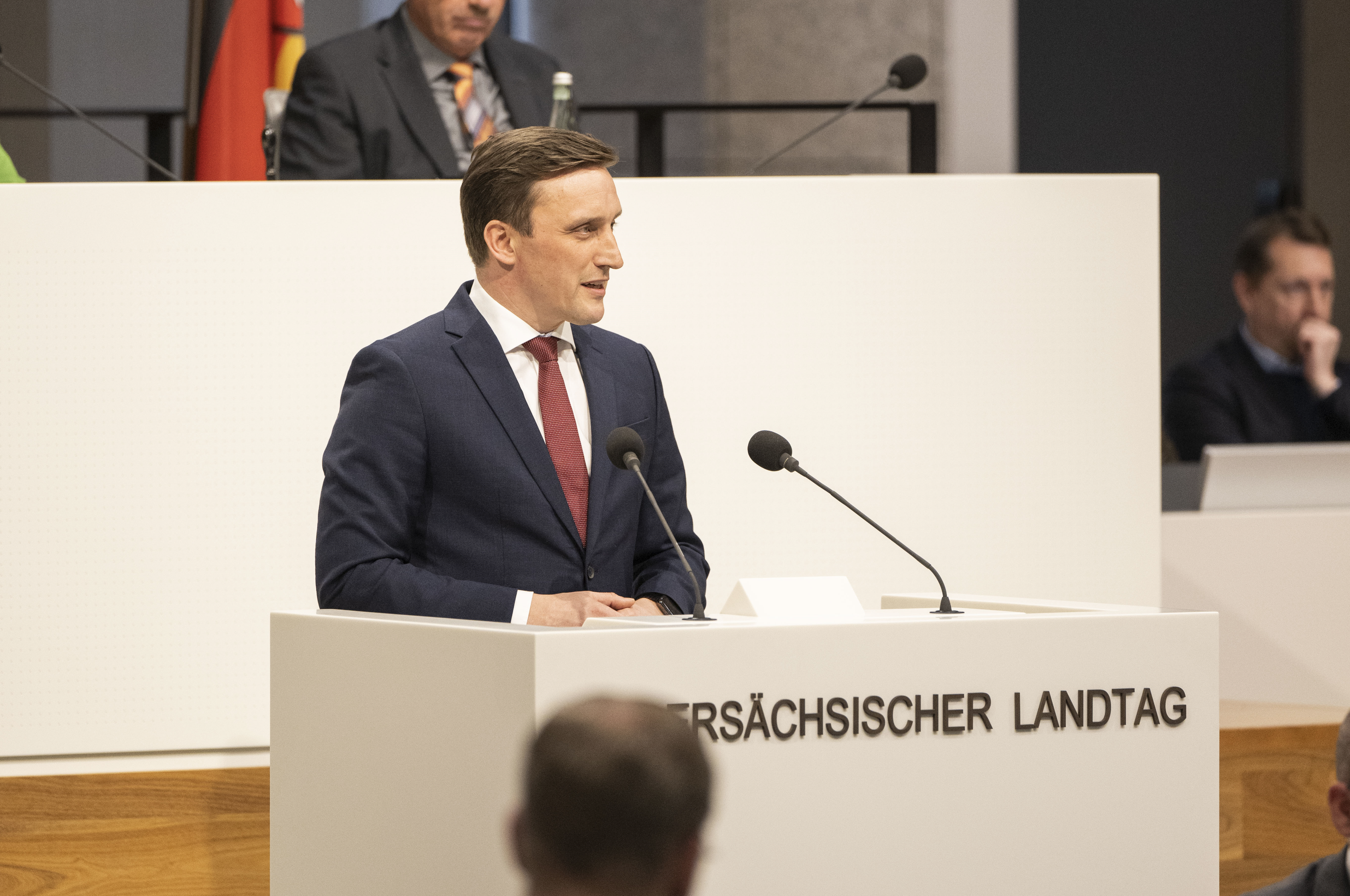
Sebastian Lechner (CDU) redet im Niedersächsischen Landtag

### Automobilwirtschaft
Lechner betont die zentrale Bedeutung von Volkswagen (VW) für Niedersachsen und unterstützt die Beteiligung des Landes. In der aktuellen Krise von VW fordert er eine pragmatische und marktorientierte Herangehensweise, die neben der, Elektromobilität auch synthetische Kraftstoffe und moderne Verbrennungsmotoren berücksichtigt, um den Transformationsprozess zur Klimaneutralität zu erreichen. Dabei plädiert er für weniger staatliche Eingriffe (wie Flottengrenzwerte) und mehr Flexibilität (über den Zertifikatehandel), um die Wettbewerbsfähigkeit von VW und der gesamten deutschen und europäischen Automobilindustrie zu sichern. Er steht damit im Widerspruch zu Stephan Weil und seiner rot-grünen Landesregierung.

### Bildungspolitik
In der Bildungspolitik ist er ein Verfechter von Leistungsorientierung und Chancengerechtigkeit. Die CDU unter seiner Führung fordert mehr Investitionen in digitale Bildung sowie die Stärkung der eigenverantwortlichen Schule und Kita. Lechner setzt sich für verstärkte Quereinsteiger-Programme von Lehrerinnen und Lehrern oder Erzieher ein, um damit die Unterrichtsversorgung zu verbessern.

### Moderner Staat
Sebastian Lechner setzt sich für einen modernen Staat ein, der sich der Subsidiarität verpflichtet und auf mehr Vertrauen und weniger Steuerung der Entscheidungsträger und Ebenen basiert. Er fordert eine Politik, die mehr Verantwortung an Entscheidungsträger wie Bürgermeister, Landräte und Geschäftsführer überträgt und Bürokratie abbaut, insbesondere durch Digitalisierung. Dabei betont er die Bedeutung einer gesunden Fehlerkultur, die es erlaubt, pragmatisch und flexibel auf Herausforderungen zu reagieren. Der Staat soll Rahmenbedingungen schaffen, die Innovation und Eigeninitiative fördern, anstatt durch übermäßige Regulierung Fortschritt zu behindern. Lechner kritisiert die zunehmende Förderpraxis in der deutschen Politik. Er bezeichnet diese als „Förderitis“, bei der immer mehr staatliche Mittel bürokratisch verteilt werden, ohne nachhaltige Ergebnisse zu erzielen. Er hinterfragt die dahinterstehende Haltung: Der Staat (Europa, Bund, Land) wisse besser, was richtig sei. Er fordert stattdessen, dass die Mittel bei den jeweiligen Eben oder privaten Individuen zu belassen, um auf diese Weise die Eigenverantwortung und Innovation zu stärken.

### Innere Sicherheit
Sebastian Lechner tritt für eine starke innere Sicherheit ein und setzt dabei auf konsequente Maßnahmen zur Kriminalitätsbekämpfung sowie eine gut ausgestattete Polizei. Er fordert mehr Investitionen in die Sicherheitsbehörden, um die Präsenz und Einsatzfähigkeit der Polizei zu erhöhen und gleichzeitig die digitalen Kompetenzen im Kampf gegen Cyberkriminalität auszubauen. Lechner spricht sich zudem für eine entschlossene Bekämpfung von Extremismus, insbesondere gegen den politischen und religiösen Radikalismus, aus. Dabei betont er die Notwendigkeit, den Rechtsstaat zu stärken und klare Grenzen gegenüber Gesetzesverstößen zu ziehen, um das Vertrauen der Bürger in die Sicherheitsbehörden zu festigen.

### Gesundheitspolitik
Sebastian Lechner setzt sich in der Krankenhauspolitik für eine starke regionale Planungshoheit der Länder ein. Er betont, dass die Krankenhausstruktur nicht zentral aus Berlin vorgegeben werden darf, sondern flexibel an die Bedürfnisse eines Flächenlandes wie Niedersachsen angepasst werden muss. Lechner fordert eine flächendeckende Notfall- und Grundversorgung sowie spezialisierte Krankenhäuser für komplexe Eingriffe, um die medizinische Versorgung in der gesamten Region sicherzustellen. Zudem spricht er sich dafür aus, dass der Bund die gestiegenen Betriebskosten der Krankenhäuser übernimmt und die Investitionsmittel aus Steuermitteln finanziert, um die finanzielle Belastung der Krankenhäuser zu reduzieren.

## Publikationen
- “Improving the Integrated European Impact Assessment?” Mit Sebastian Lechner und Martin Führ. Kilian Bizer, Sebastian Lechner und Martin Führ: The European Impact Assessment and the Environment. Berlin und Heidelberg: Springer, 2010. Seite 1–58.[27]
- „Conclusions“. Mit Sebastian Lechner und Martin Führ. Kilian Bizer, Sebastian Lechner und Martin Führ (Hrsg.). The European Impact Assessment and the Environment. Berlin und Heidelberg: Springer, 2010. Seite 131–140.[28]
- Schorn, Michael, Sebastian Lechner, Kilian Bizer, Michael Richter & Silke Schröder, 2009: SKM 2.0. Von der Messung zur Entlastung. [s. l.]: IWP Schorn und Partner.[29]